# Chris Tallman
Chris Tallman (Madison, Wisconsin, 22 de septiembre de 1970) es un actor y humorista estadounidense conocido por sus apariencias regulares en los programas  de Comedy Central, Crossballs y Reno 911!. Tallman fue el creador de una serie popular de Channel 101 llamada Time Belt, que también la escribió, la dirigió, la produjo y la protagonizó. También ha sido invitado en muchos programas de televisión como House, Parks and Recreation, Emily's Reasons Why Not y apareció en Frank TV como Ed McMahon. Tallman interpretó a Hank Thunderman para la serie de televisión The Thundermans de Nickelodeon.
Tallman es de Madison, Wisconsin, estudió en Madison West High School. Él llevó a cabo una serie de grupos de teatro en Madison, además de ser un antiguo miembro del capítulo de Madison ComedySportz y actualmente se encuentra en la lista de ComedySportz Los Angeles.
En 2007, Tallman fue parte del elenco de la comedia improvisada de NBC Thank God You're Here, que mostró las habilidades de improvisación de un grupo de cuatro invitados famosos protagonizan, cada semana, ya que caminan en un dibujo vivo sin haber visto un guion para ello. Fue galardonado con The Channel 101 Lifetime Achievement Award en los 2007's Channel 101 Channy Awards.